# Bye Bye Blue Bird
Bye Bye Blue Bird (Afkorting: BBBB) is de eerste Faeröeese roadmovie die ooit werd gemaakt. De film werd uitgebracht in 1999.

## Cast
| Acteur                   | Personage            |
| ------------------------ | -------------------- |
| Hildigunn Eyðfinnsdóttir | Rannvá               |
| Sigri Mitra Gaïni        | Barba                |
| Johan Dalsgaard          | Rúni                 |
| Elin K. Mouritsen        | Barba's moeder       |
| Peter Hesse Overgaard    | Rannvá's stiefvader  |
| Nora Bærentsen           | Rannvá's moeder      |
| Egi Dam                  | Rannvá's vader       |
| Lovisa Køtlum Petersen   | Rannvá's dochter     |
| Adelborg Linklett        | Rannvá's grootmoeder |
| Sverri Egholm            | Rannvá's grootvader  |
| Birita Mohr              | Serveerster/Zangeres |
| Sjúrður Sólstein:        |                      |
| Høgni Johansen:          |                      |
| Kári Øster:              |                      |
| Anna Kristin Bæk:        |                      |
| Kári Sólstein            | Bruidegom            |
| Gunnvá Zachariasen       | Bruid                |

## Prijzen
- Tiger Award International Film Festival Rotterdam, 2000